# Rejestr kwantowy

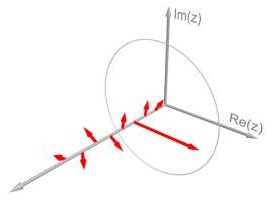
Przykładowy 3-kubitowy rejestr kwantowy. Stan trzykubitowego rejestru kwantowego jest opisany przez wektor z przestrzeni równaniem

Rejestr kwantowy (ang. quantum registers) – układ wielu kubitów, splątanych kwantowo, odizolowany od otoczenia.

## Przykład
Przykładowo rejestrem kwantowym może być np. zespół atomów, z których każdy realizuje jeden z kubitów. Każdy ciąg zer i jedynek, o długości równej rozmiarom rejestru, daje się zapisać w kubitach tego układu (tak samo jak w komórkach pamięci rejestru konwencjonalnego, ale w rejestrze takim w danej chwili może być zapisany tylko jeden ciąg zero-jedynkowy). Rejestr kwantowy, jako złożony z kubitów, może być w stanie będącym dowolną superpozycją wielu ciągów zero-jedynkowych. Jeśli w takim rejestrze kwantowym zapisana by została jakaś duża baza danych, wykonanie pewnej operacji na kubitach tego rejestru byłoby równoznaczne z wykonaniem tej operacji na wszystkich danych naraz. Jeśli rejestr kwantowy zawiera superpozycję bardzo wielu uzyskanych równolegle wyników, to aby wyłuskać z niego potrzebne dane, potrzebujemy algorytmów kwantowych.

## Algorytm
Algorytmy wykonywane przez komputer kwantowy są algorytmami probabilistycznymi. Oznacza to, że uruchamiając ten sam program na komputerze kwantowym dwukrotnie, można by było otrzymać zupełnie różne wyniki ze względu na losowość procesu kwantowego pomiaru (zob. algorytm Shora).

## Stany kubitu
Przestrzenią stanów takiego rejestru jest przestrzeń, będąca iloczynem tensorowym przestrzeni stanów poszczególnych kubitów. Stan n-kubitowego rejestru kwantowego {\displaystyle |\Psi \rangle } jest zatem opisywany jako wektor znormalizowany w {\displaystyle 2^{n}}-wymiarowej, zespolonej przestrzeni Hilberta. Pozwala to zapisać superpozycję {\displaystyle 2^{n}} różnych stanów bazowych {\displaystyle |0\rangle \ldots |2^{n}-1\rangle {:}}
{\displaystyle |\Psi \rangle =\sum _{i=0}^{2^{n}-1}\omega _{i}|i\rangle ,} gdzie {\displaystyle \omega _{i}\in \mathbb {C} } jest amplitudą prawdopodobieństwa odczytu i-tego stanu bazowego podczas obserwacji stanu rejestru kwantowego. Prawdopodobieństwo odczytu stanu bazowego {\displaystyle |i\rangle } wynosi {\displaystyle |\omega _{i}|^{2},} zaś suma
{\displaystyle |\omega _{0}|^{2}+|\omega _{1}|^{2}+\ldots +|\omega _{2^{n}-1}|^{2}=1.}
Geometryczna reprezentacja stanu przykładowego trzykubitowego rejestru kwantowego została przedstawiona na rysunku.
Jedną ze szczególnych własności informatyki kwantowej jest fakt, iż wraz z liniowym wzrostem liczby kubitów w rejestrze kwantowym, rośnie w tempie wykładniczym wymiar przestrzeni stanów takiego rejestru.